# Zinaida Greceanîi
Zinaida Greceanîi (Tomsk, 7 febbraio 1956) è una politica moldava, membro del Partito dei Comunisti della Repubblica di Moldavia e Primo ministro della Moldavia dal 31 marzo 2008 al 14 settembre 2009.
È stata la prima donna a ricoprire la carica di Primo Ministro della Moldavia e la seconda donna comunista capo di governo in Europa, dopo Milka Planinc, premier della Jugoslavia.

## Biografia e inizio della carriera
Zinaida Greceanîi nacque nell'Oblast' di Tomsk, nella RSSF Russa. Si laureò al College di Finanza ed Economia a Chișinău ed all'Università di Stato della Moldavia.
Fu Vice Ministro delle Finanze dal 2000 al 2001 e Primo Vice Ministro delle Finanze dal 2001 al 2002. Il Presidente Vladimir Voronin la nominò Ministro ad interim delle Finanze l'8 febbraio 2002 e la nominò in seguito Ministro delle Finanze il 26 febbraio 2002. Dopo aver detenuto tale carica per più di tre anni, fu nominata da Voronin Vice Primo Ministro il 10 ottobre 2005.

## Primo Ministro
Dopo le dimissioni del Primo Ministro Vasile Tarlev, il 19 marzo 2008, il Presidente Vladimir Voronin la nominò Primo ministro. Il suo governo ottiene la fiducia del Parlamento il 31 marzo, con 56 voti a favore su 101 membri del Parlamento. Secondo la Greceanîi, l'obiettivo immediato del suo governo sarebbe stata la "libertà dei media, il dialogo attivo con la società civile e l'indipendenza della giustizia". Il suo partito ha vinto le elezioni dell'aprile 2009 con il 49,48% dei voti (60 seggi al Parlamento), mentre ha perso molti sostegni alle successive elezioni anticipate di luglio, ottenendo solo il 44,69% dei voti (48 seggi).
Zinaida Greceanîi si è dimessa il 9 settembre 2009, affermando che non era in grado di detenere sia la carica di Primo Ministro, che quella di deputato contemporaneamente. Il 10 settembre 2009, il Presidente della Moldavia Vladimir Voronin firmò un decreto che nominava il Ministro della Giustizia Vitalie Pîrlog come nuovo Primo ministro della Moldavia ad interim, a partire dal 14 settembre e fino alla formazione di un nuovo governo; il nuovo governo si è costituito il 17 settembre, ed è guidato da Vlad Filat (Alleanza per l'Integrazione Europea).

## Famiglia
Zinaida Greceanîi è sposata ed ha due figli.